# Rose Mensah-Kutin
Tiến sĩ Rose Mensah-Kutin (sinh ngày 22 tháng 11 năm 1955) là một người ủng hộ giới và nhà báo chuyên nghiệp người Ghana. Kể từ tháng 10 năm 2016, cô là giám đốc khu vực Tây Phi cho tổ chức ABANTU for Development.

## Tuổi thơ
Cô sinh ra và được nhân giống ở Brofoyedru, một thị trấn thuộc quận Adansi South của vùng Ashanti của Ghana, trong gia đình một nông dân trồng ca cao và cà phê.

## Giáo dục
Mensah-Kutin đã từng là học sinh của trường trung học cơ sở Brofoyedru Middle và United Methodist. Cô đã hoàn thành trường trung học nữ Accra và sau đó đến trường trung học Aggrey Memorial Zion để học lớp sáu. Cô đã hoàn thành bằng cử nhân tiếng Anh và Lịch sử 1978 tại Đại học Ghana và quay trở lại để lấy bằng thạc sĩ về Truyền thông đại chúng từ cùng một trường đại học vào năm sau. Mensah-Kutin có bằng thạc sĩ thứ hai của Viện nghiên cứu xã hội, The Hague và bằng tiến sĩ về nghiên cứu về giới và năng lượng của Đại học Birmingham, Vương quốc Anh.

## Nghề nghiệp
Ngay từ đầu trong sự nghiệp, cô đã làm trợ lý biên tập viên cho Đồ họa hàng ngày ở Ghana ngay sau khi cô đồng sáng lập Mạng vì Quyền của Phụ nữ ở Ghana năm 1999. Cô từng là nhân viên Đánh giá Tác động Xã hội tại Bộ Mỏ và Năng lượng của Ghana. Cô ngồi trong ban giám đốc của Mạng lưới năng lượng và giới tính quốc tế (ENERGIA) có trụ sở tại Hà Lan và Quỹ phát triển phụ nữ châu Phi tại Accra, Ghana. Bà hiện là giám đốc khu vực Tây Phi của ABANTU cho sự phát triển, một tổ chức phi chính phủ quốc tế trao quyền cho phụ nữ bằng cách đào tạo lãnh đạo về phát triển bền vững.

## Cuộc sống cá nhân
Mensah-Kutin kết hôn với giáo sư Kwame Karikari với bốn đứa con.